# Colin Burdett
Colin James Burdett (Adelaide, 4 gennaio 1931 – Adelaide, 2 marzo 2025) è stato un cestista australiano.

## Carriera
Con l'Australia disputò le Olimpiadi del 1956, segnando 6 punti in 7 partite.